# Jurijiwka (obwód odeski)
Jurijiwka (ukr. Юріївка) – wieś na Ukrainie, w obwodzie odeskim, w rejonie bołgradzkim, w hromadzie Borodino. W 2001 liczyła 483 mieszkańców, z których największą grupę stanowili Bułgarzy, a drugą co do liczebności Mołdawianie.